# Авария Boeing 737 в Джэксонвилле
Авария Boeing 737 в Джэксонвилле (также известная как Чудо в Сент-Джонс и Чудо на реке Сент-Джонс) — авиационная авария, произошедшая вечером 3 мая 2019 года. Авиалайнер Boeing 737-81Q авиакомпании Miami Air International выполнял чартерный рейс LL293 (позывной — Biscayne 293) по маршруту Гуантанамо—Джэксонвилл (на его борту находились американские военнослужащие с базы Гуантанамо и их родные), но при посадке в плохих погодных условиях выкатился за пределы взлётно-посадочной полосы и скатился в реку Сент-Джонс. Все находившиеся на его борту 143 человека (136 пассажиров и 7 членов экипажа) выжили и были эвакуированы, 22 из них обратились за медицинской помощью. Сам самолёт получил значительные повреждения, авиатопливо вылилось в реку.

## Самолёт
Boeing 737-81Q (регистрационный номер N732MA, заводской 30618, серийный 830) был выпущен в 2001 году (первый полёт совершил 12 апреля под тестовым б/н N1787B). 26 апреля того же года был передан авиакомпании Miami Air International, в которой сменил два имени — Lois Too и Maria R. Оснащён двумя турбовентиляторными двигателями CFM International CFM56-7B26. От неё сдавался в лизинг авиакомпаниям:
- Martinair — c 31 октября 2004 года по 22 ноября 2005 года;
- XL Airways UK — с 19 мая по 13 сентября 2008 года (в ней носил бортовой номер G-OXLD);
- XL Airways Germany — с 23 марта по 8 ноября 2010 года (в ней получил бортовой номер D-AXLI);
- TUI Airlines Netherlands — с 5 июля по 6 сентября 2016 года, с 3 июля по 5 сентября 2017 года и с 3 июля по 1 ноября 2018 года.

За время эксплуатации с самолётом случилось два инцидента:
- 26 июля 2005 года задел левым крылом грузовик службы кейтеринга в аэропорту Майами (Флорида).
- 27 сентября 2012 года, перевозя участников гонки «NASCAR», выкатился за пределы ВПП аэропорта Конкорд-Паджетт в Конкорде (Северная Каролина) во время выруливания на неё.

На день аварии 18-летний авиалайнер совершил 15 610 циклов «взлёт-посадка» и налетал 38 928 часов.

## Экипаж и пассажиры
Экипаж рейса LL293 состоял из 2 пилотов и 5 бортпроводников.
- Командир воздушного судна (КВС) — 55-летний Габриэль Косентино (англ. Gabriel Cosentino). Опытный пилот, проработал в авиакомпании Miami Air International 11 лет и 2 месяца (с марта 2008 года). Управлял самолётами Boeing 727, Boeing 737, SA-227 и Saab 340. Налетал свыше 7500 часов, свыше 3000 из них на Boeing 737 (свыше 1000 из них в качестве КВС).
- Второй пилот — 47-летний Клаудио Марсело Хосе Ла Франка (англ. Claudio Marcelo Jose La Franca). Опытный пилот, проработал в авиакомпании Miami Air International 5 месяцев (с января 2019 года). Налетал свыше 7500 часов, 18 из них на Boeing 737.

На борту самолёта находились военнослужащие США, проходившие службу на базе Гуантанамо, и их родные. Никто из пассажиров и членов экипажа не погиб.

## Хронология событий
В 19:19 рейс LL293 вылетел из Гуантанамо с задержкой в более чем 4 часа. В течение всего полёта в самолёте не работал кондиционер, также у самолёта был неисправен реверс двигателя № 2 (правого).
В 21:22:19 экипаж рейса 293 связался с авиадиспетчером аэропорта Джексонвилл, лайнер в это время находился на эшелоне FL130 (13 000 футов или 3960 метров). Авиадиспетчер дал указание экипажу рейса 293 ожидать захода на ВПП № 28.
Авиадиспетчер аэропорта Джексонвилл позвонил в диспетчерскую одноимённой авиабазы для того, чтобы уточнить погодные условия на посадке. Диспетчер авиабазы сообщил о том, что сейчас ветер от 350° со скоростью 4 узла (7 км/ч, 2 м/сек), видимость 5 миль (8 километров), сильные грозы, дождь и туман. Позже авиадиспетчер аэропорта передал эту информацию экипажу.
КВС рейса 293 поинтересовался у авиадиспетчера возможностью захода на посадку на ВПП № 10 из-за того, что визуально заход на неё будет легче, однако диспетчер сказал, что на 8 километре от ВПП № 10 выпадают сильные дождевые осадки. Пилоты приняли решение продолжить заход на ВПП № 28. После этого авиадиспетчер дал указание экипажу снижаться до эшелона FL50 (5000 футов или 1500 метров).
В 21:24:55 диспетчер снова позвонил в диспетчерскую авиабазы, чтобы ещё раз согласовать погодные условия. Диспетчер авиабазы сообщил, что визуально обе взлётные полосы (№ 10 и № 28) залиты водой, но ветер более благоприятен именно для захода на ВПП № 28.
Авиадиспетчер передал пилотам о том, что ему сообщили в диспетчерской авиабазы, при этом уточнив, что к западу от авиабазы наблюдаются сильные осадки, в то время как к востоку погодные условия вполне умеренные. Получив ответ о том, что им подходит ВПП № 28, в 21:26:11 авиадиспетчер указал пилотам повернуть направо на курс 10° и продолжать движение на эшелоне FL30 (3000 футов или 900 метров).
В 21:27:56 диспетчер дал указание поворачивать направо на курс 40°.
В 21:30:03 авиадиспетчер сообщил командиру рейса 293, что самолёт двигается на север, в то время как осадки движутся на восток. Затем авиадиспетчер поинтересовался у пилотов о возможности захода на ВПП № 10. КВС ответил: Да, продолжаем, давайте сделаем это (англ. Yeah, go ahead, let’s do it). После этого авиадиспетчер дал указание пилотам выполнить разворот на курс 270° и выполнять заход на взлётную полосу № 10.
В 21:39:49 пилоты рейса 293 связались с диспетчером военной базы Джексонвилл, который передал им информацию о погоде и разрешил заход на посадку на ВПП № 10.
В 21:41:10 авиадиспетчер спросил экипаж о визуальном наблюдении ВПП, те ответили утвердительно. После этого авиадиспетчер не связывался с экипажем.
В 21:42 при скорости 301 км/ч и попутном ветре 2,5 м/с лайнер сел на ВПП № 10 военной базы Джексонвилл. Через 3 секунды после посадки пилоты выпустили спойлеры, но не использовали реверс из-за того, что на двигателе № 2 он был неисправен (полёты с такой неисправностью разрешены в Минимальном списке оборудования (Minimum Equipment List)).
Как выяснилось впоследствии, посадка самолёта была очень жёсткой. Было зафиксировано козление.
Спойлеры не дают эффективного торможения, скорость самолёта не уменьшилась и это привело самолёт к выкатыванию за пределы ВПП. В течение выкатывания пассажиры испытывали сильную тряску; её сила была настолько большой, что открылись багажные полки и выбросились кислородные маски.
После выкатывания с ВПП рейс LL293 проехался по каменной насыпи и скатился в реку Сент-Джонс, остановившись в 30 метрах от берега.
Для эвакуации пассажиров использовались аварийные выходы в носовой части и люки над крылом.
Также при эвакуации использовались 4 надувных плота, 2 из которых после аварии получили повреждения.

## Последствия аварии

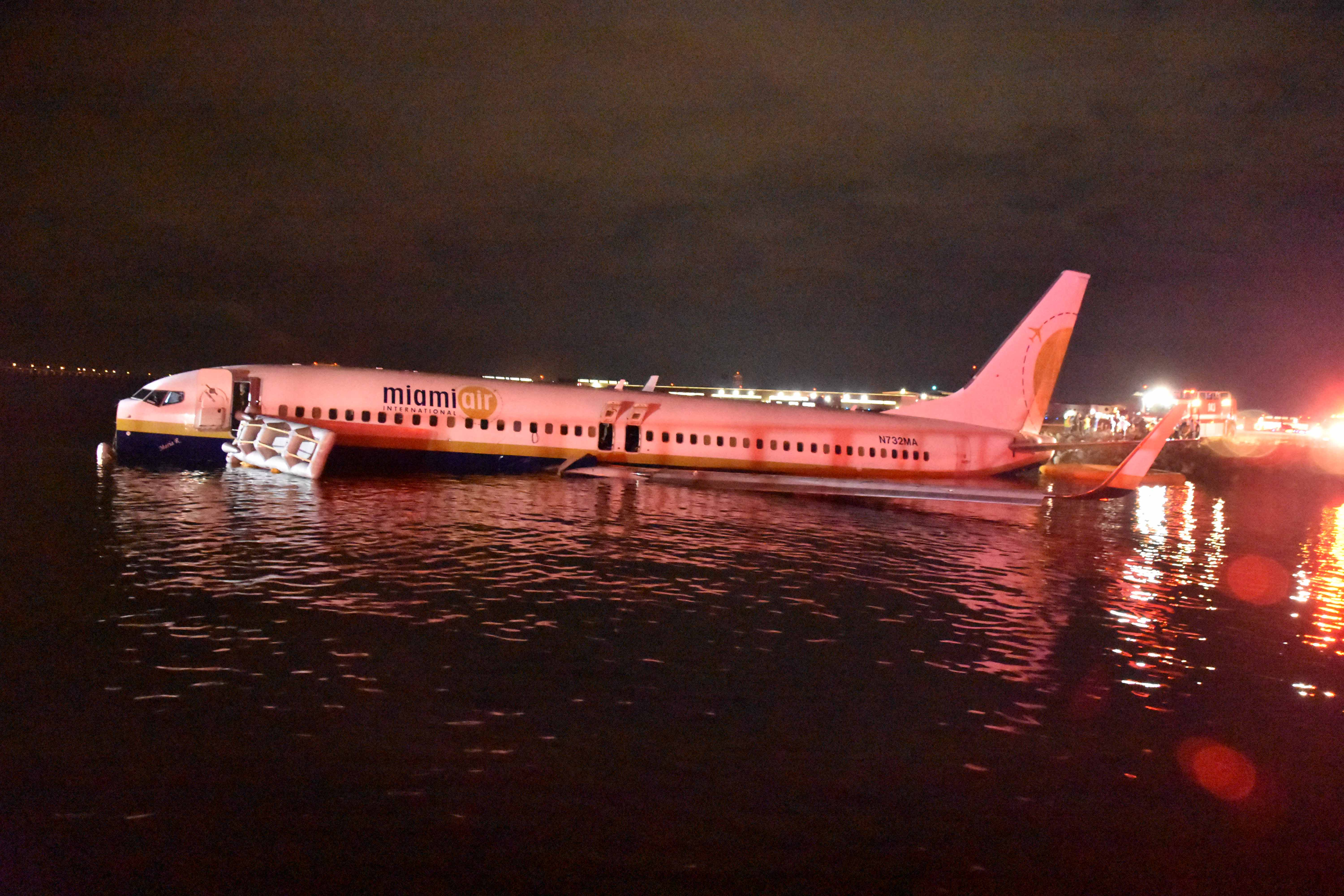
Рейс 293 во время спасательной операции

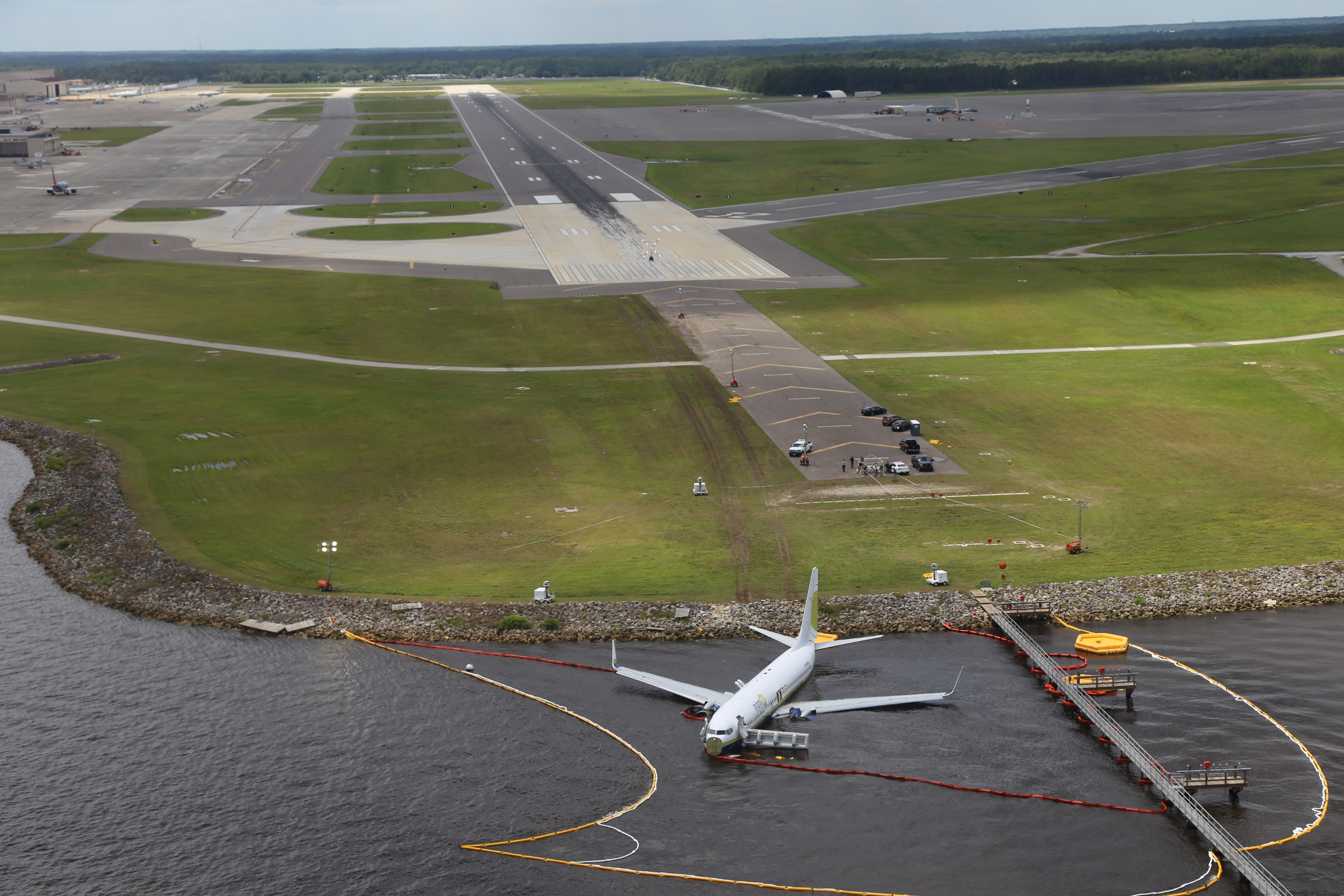
Общий вид места аварии

По данным Государственного департамента охраны окружающей среды США, из баков самолёта в реку Сент-Джонс вытекло около 200 галлонов (760 литров) авиатоплива (по другим данным — 400 галлонов (1500 литров)). Однако бо́льшая часть авиатоплива осталась в самолёте. Береговая охрана США приняла меры по сдерживанию распространения авиатоплива и охраны окружающей среды от загрязнения. Было определено, что всего в топливные баки лайнера было залито 1650 галлонов (6245 литров) авиатоплива.
В момент аварии погибли две кошки и одна собака, животные находились в грузовом отсеке самолёта.

## Расследование

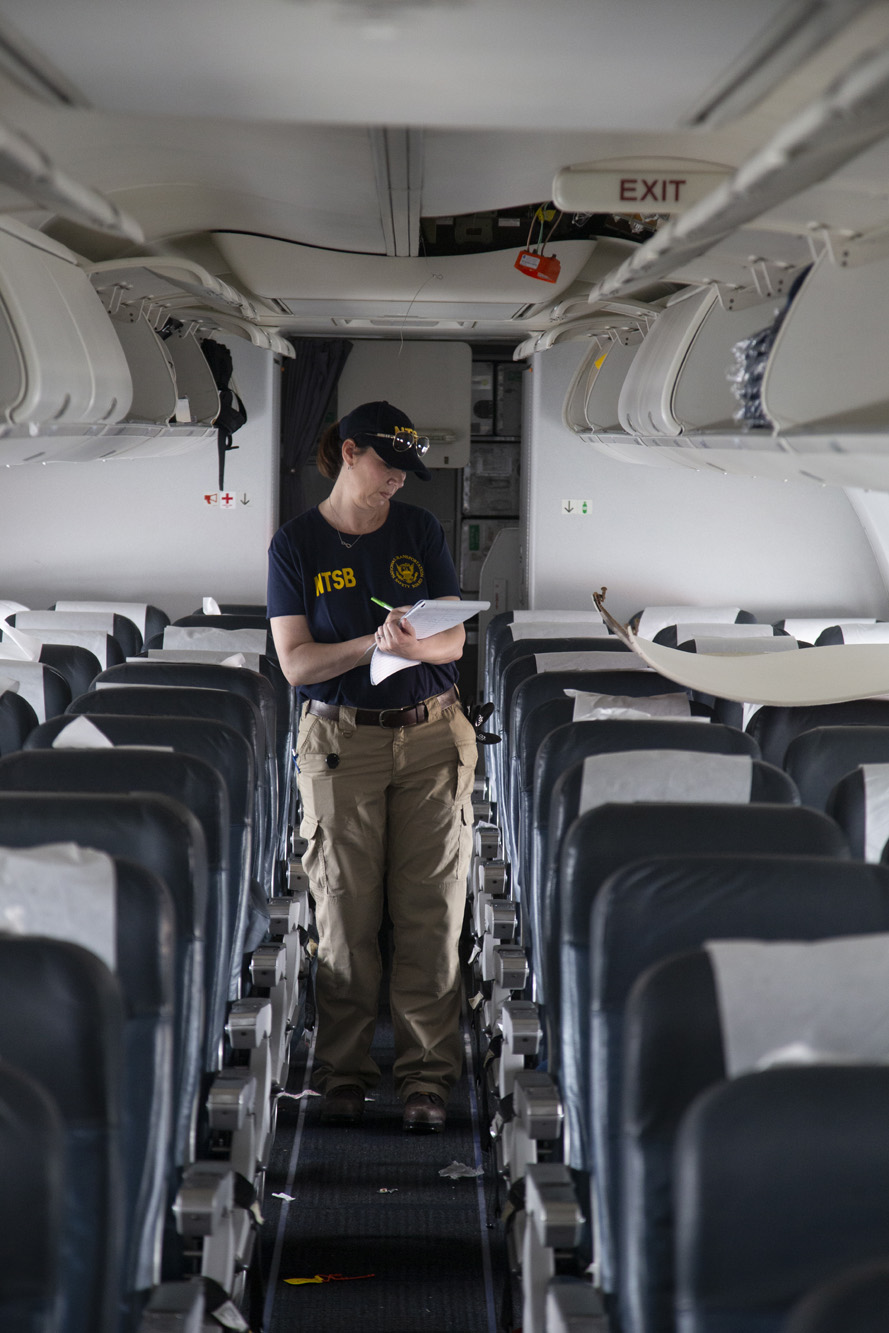
Следователь NTSB работает внутри самолёта. Можно заметить серьёзные повреждения салона после аварии: открытые багажные полки, повреждения потолка и мусор на полу

На место аварии прибыли спасатели и шерифы.
Пассажиров доставили в ангар военной базы Джэксонвилл, где спасатели оценили тяжесть травм пассажиров.
Расследование причин аварии рейса LL 293 проводил американский Национальный совет по безопасности на транспорте (NTSB).
Также к расследованию присоединились авиакомпания Miami Air International (эксплуатант самолёта), компания «CFM International» (производитель двигателей), компания «Boeing» (производитель самолёта), Международное братство перевозчиков, ВМС США, Ассоциация бортпроводников, Национальная ассоциация авиадиспетчеров и большое количество не указанных федеральных, государственных, местных правоохранительных органов, и органы общественной безопасности.
Следователи NTSB допросили всех 7 членов экипажа самолёта, затем осмотрели взлётную полосу № 10 и следы от колёс шасси на ней.
5 мая 2019 года NTSB объявил, что расследование причин аварии может занять до 1,5 лет.
Дайверы достали из грузового отсека погибших домашних животных пассажиров.
Самолёт был доставлен на берег с помощью баржи.
Специалисты NTSB тщательно изучили двигатели Boeing 737, в том числе системы реверса.
Следователи изучили данные пилотов и их историю полётов.
По данным на конец июня 2021 года, расследование продолжается.

## Компенсации и судебные иски
Авиакомпания Miami Air International обязалась выплатить всем пассажирам рейса 293 компенсацию в размере 2 500 долларов. Общая сумма компенсаций на пассажиров составила 340 000 долларов. Авиакомпания отметила, что эта выплата никак не скажется на финансовых обязательствах авиакомпании.
Через 2 месяца после аварии в Федеральный суд был подан иск от одного из пассажиров, обратившегося в агентство «Spohrer Dodd» за помощью в судебном процессе. Адвокаты заявили, что клиент получил травму правой руки. Общая длина иска составила 8 страниц. В нём утверждается, что пилоты игнорировали команды авиадиспетчеров и необоснованно пошли на риск, вызванный грозой. От авиакомпании Miami Air International было потребовано свыше 156 000 долларов. Также один из их адвокатов заявил, что в агентство обратились ещё 14 пассажиров рейса 293, у них также имеются травмы различной степени тяжести.
Через несколько дней в суд были поданы ещё 2 иска. Один из истцов заявил, что он получил серьёзные травмы в аварии. Другой клиент рассказал, что он потеряет большие суммы денег в течение лечения. Они потребовали 15 000 долларов компенсации.
В мае 2020 года в связи с падением спроса, связанным с пандемией COVID-19, авиакомпания Miami Air International прекратила выполнение всех полётов и начала процедуру реструктуризации, в которую входит смена руководства. Участники дела выразили обеспокоенность тем, что авиакомпания будет уклоняться от финансовой ответственности. На май 2020 года в агентстве «Spohrer Dodd» было более 20 исков от пассажиров, находившихся на борту рейса 293.